# Rooms-katholieke begraafplaats Oudewater
De Rooms-Katholieke begraafplaats Oudewater is een begraafplaats aan de Waardsedijk in Oudewater.
De begraafplaats is toegankelijk via een hoog gietijzeren hek. Na het betreden komt men op een lang en breed pad waarnaast beuken staan. Op de begraafplaats staat ook een kapel. Voor de begraafplaats staat een oorlogsmonument. Aan de andere kant van de weg bevindt zich de Hervormde begraafplaats.

## Afbeeldingen

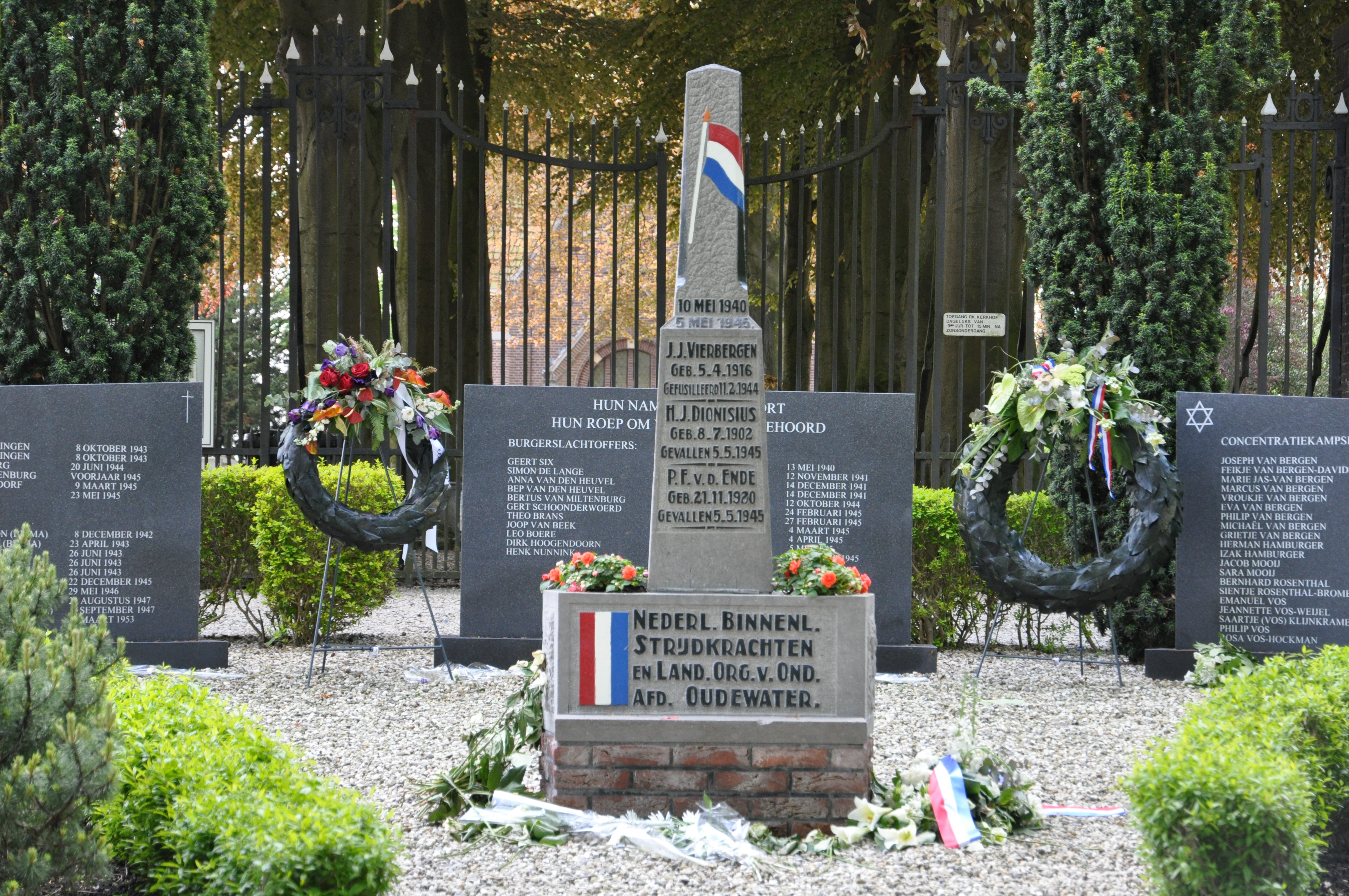
Oorlogsmonument bij de ingang
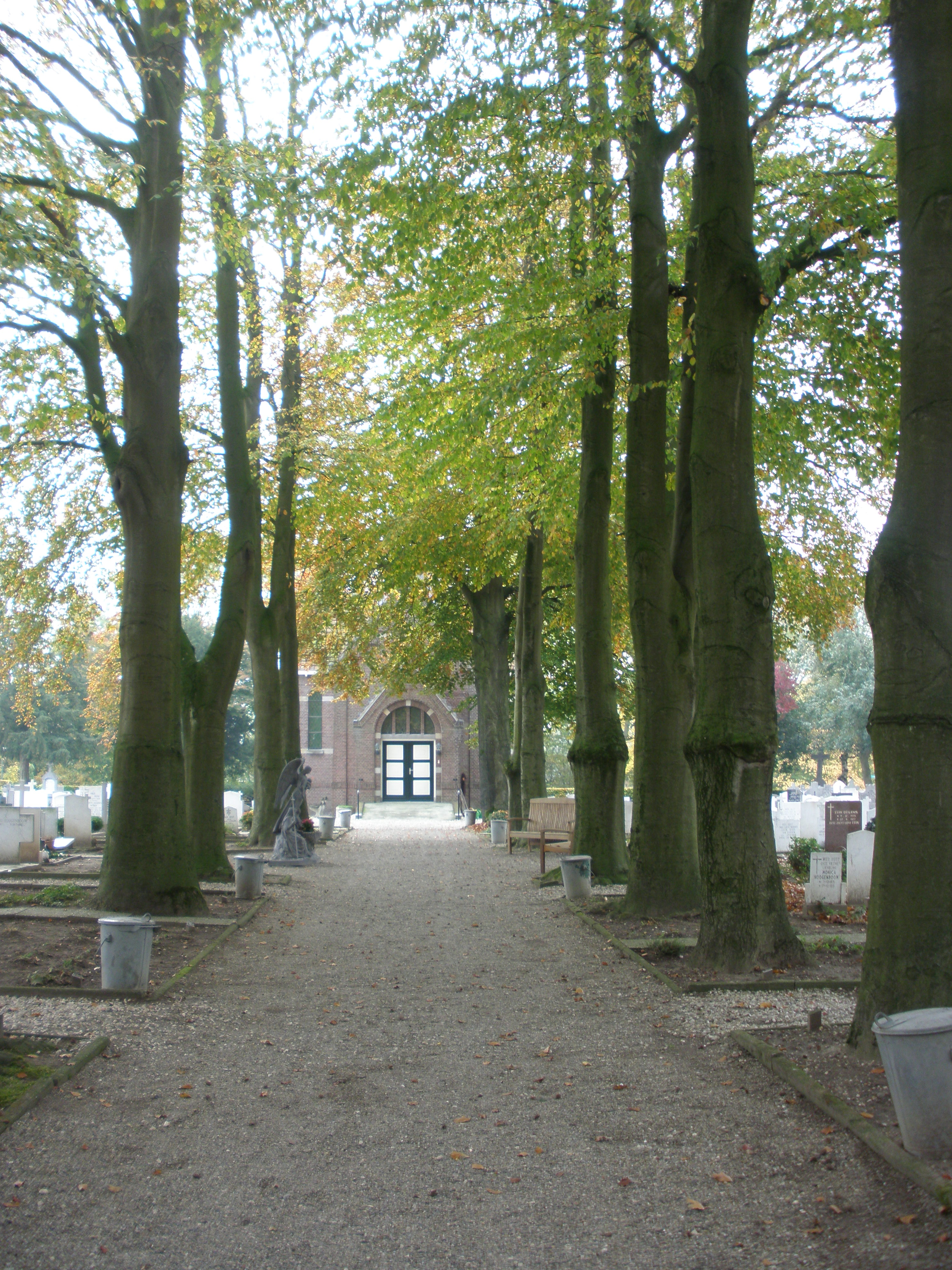
Het centrale pad
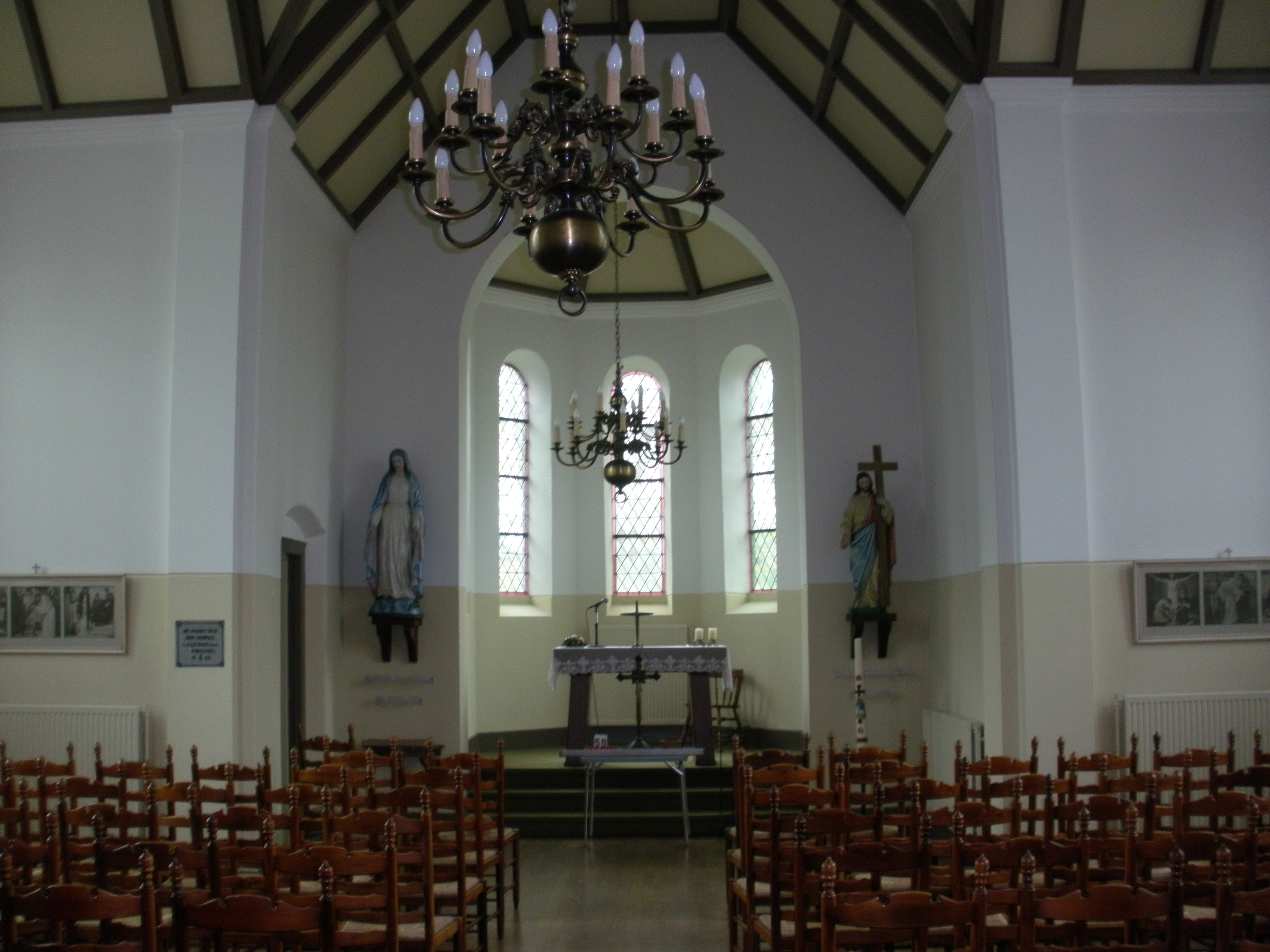
Binnenzijde van de kapel
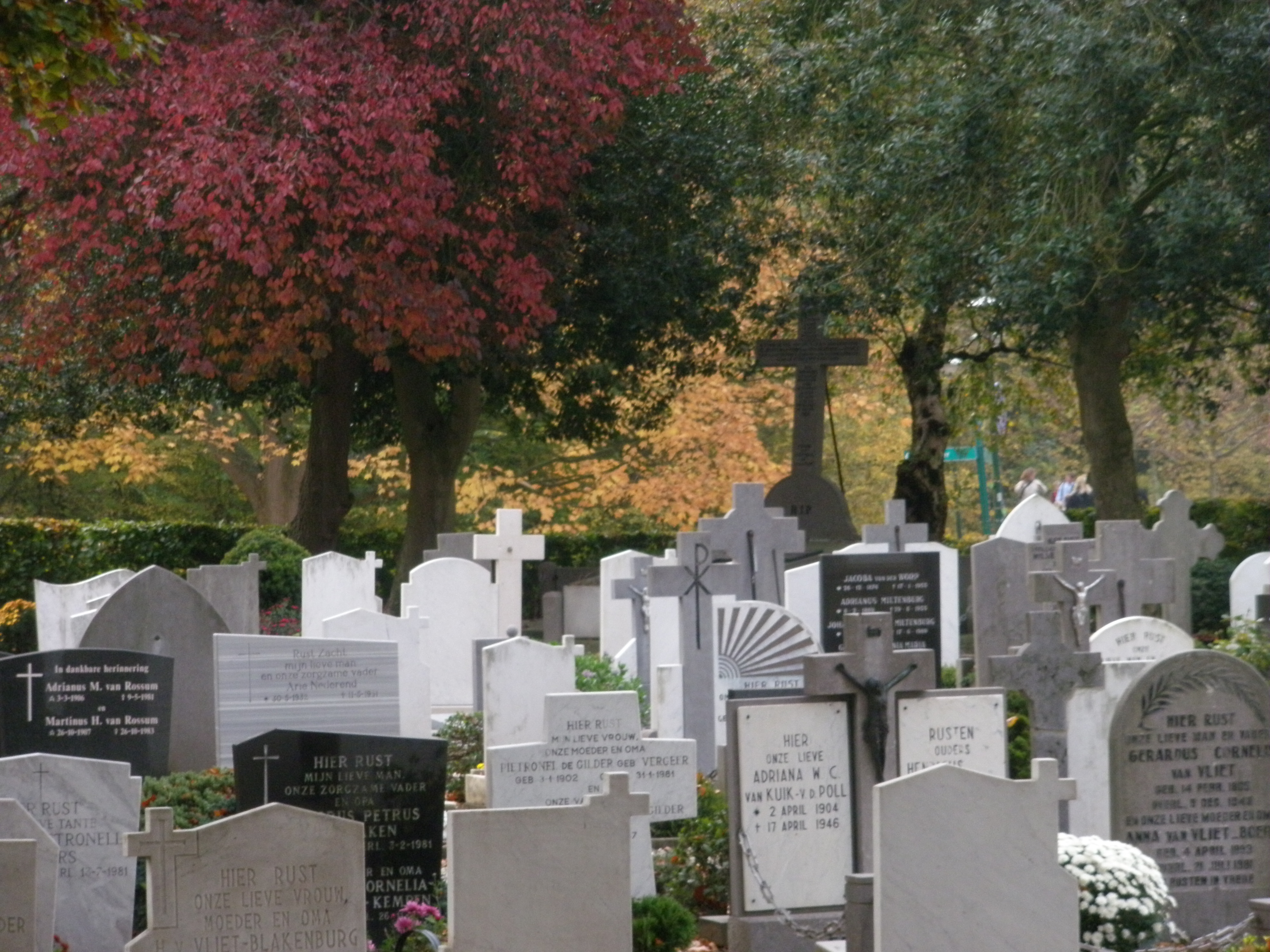
Herfst
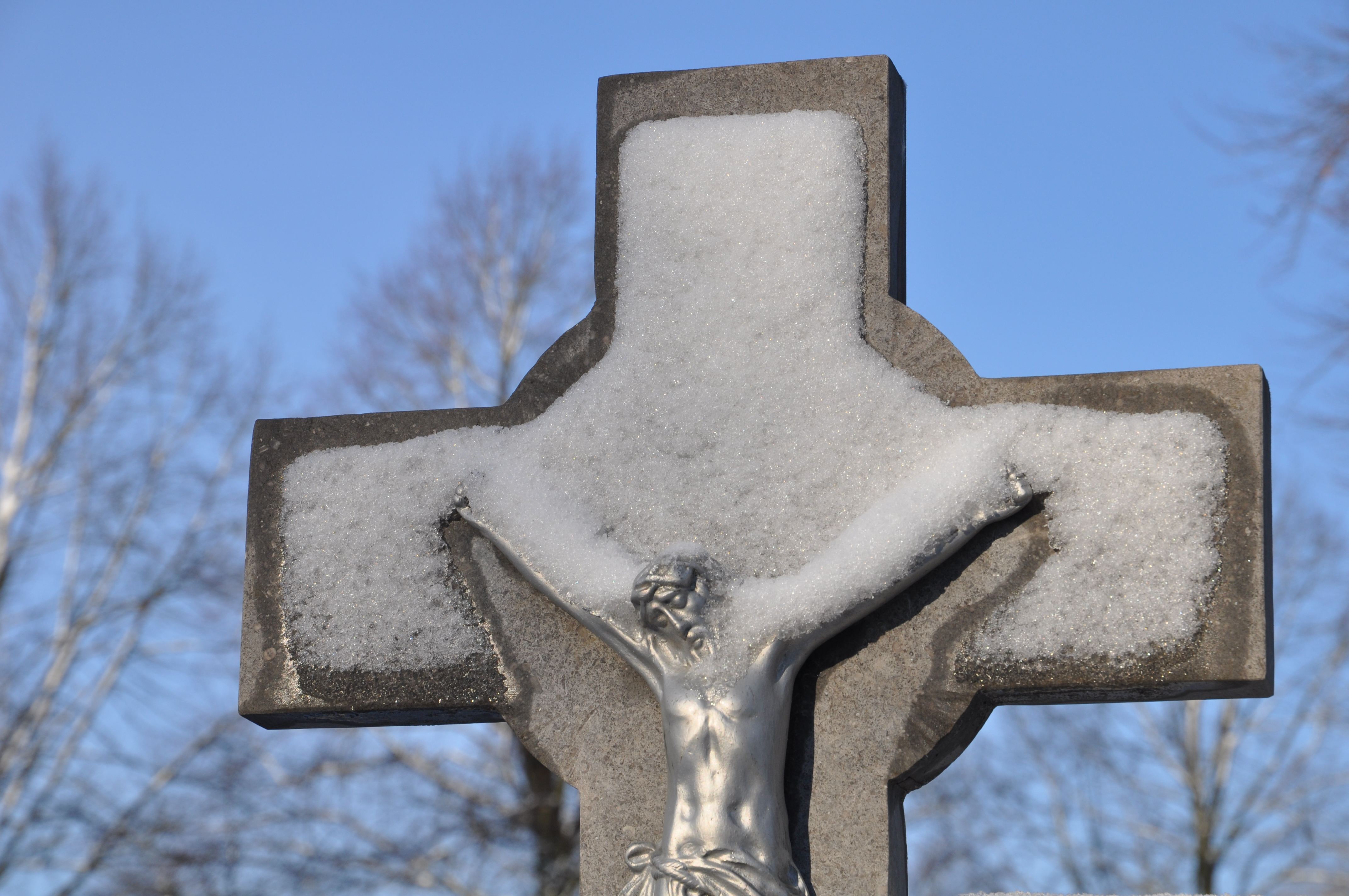
Winter